# Powellia subelimbata
Powellia subelimbata är en bladmossart som beskrevs av Bennard Otto van Zanten 1964. Powellia subelimbata ingår i släktet Powellia och familjen Racopilaceae. Inga underarter finns listade i Catalogue of Life.